# Gli spettri dei Balcani
Gli spettri dei Balcani è un reportage storico dello scrittore e giornalista statunitense Robert D. Kaplan. Pubblicato per la prima volta negli Stati Uniti nel febbraio 1993, è apparso in Italia nel 2000 edito da Rizzoli. Terzo libro dell'autore.

## Trama
Negli anni Ottanta, prima della caduta del comunismo, l'autore, che allora viveva in Grecia, intraprese un lungo viaggio nei Balcani, tra Jugoslavia, Romania, Bulgaria e Grecia. Da "questo viaggio attraverso la storia" scaturì il libro che nel 1990 prevedeva la spartizione etnica della Iugoslavia e il ruolo di polveriera d'Europa che la regione avrebbe assunto alla fine del secolo.

## Edizioni
- Robert D. Kaplan, Balkan Ghosts: A Journey Through History, Picador, 1993, ISBN 0-312-42493-0.
- Robert D. Kaplan, Gli spettri dei Balcani.Un viaggio attraverso la storia, collana Storica, Rizzoli, Milano, 2000, ISBN 978-88-17-86334-6.